# Wasilij Mironow
Wasilij Pietrowicz Mironow (ros. Васи́лий Петро́вич Миро́нов, ur. 16 stycznia 1925 we wsi Dubasowo w guberni penzeńskiej, zm. 11 czerwca 1988 w Doniecku) – radziecki działacz partyjny.

## Życiorys
Urodzony w rosyjskiej rodzinie chłopskiej, skończył wyższe kursy inżynieryjne przy Donieckim Instytucie Politechnicznym, od 1947 funkcjonariusz Komsomołu w obwodzie stalińskim (obecnie obwód doniecki). Od 1949 członek WKP(b), w latach 1971–1982 I sekretarz Komitetu Obwodowego KPU w Doniecku, od lipca do 30 października 1982 przewodniczący Komitetu Wykonawczego Donieckiej Rady Obwodowej, od 29 października 1982 do końca życia I sekretarz Komitetu Obwodowego KPU w Doniecku. W latach 1986–1988 członek KC KPZR. Deputowany do Rady Najwyższej ZSRR 11. kadencji. Odznaczony trzema Orderami Lenina. Laureat Nagrody Państwowej ZSRR.